# Loïc Pichon
Pour les articles homonymes, voir Pichon.
Loïc Pichon est un auteur, comédien et metteur en scène français, né à Nantes le 27 août 1943.

## Biographie
Assistant-monteur aux films Reflets du Monde (1966-1967), il est boursier de Feu vert à l’Aventure (1968), une production de Jacques Séguéla et effectue un reportage à Manaus.
Réalisateur de magazines à Gaumont Actualités de 1969 à 1971, il est assistant-réalisateur du film Chut de Jean-Pierre Mocky en 1972. Il est élève aux Cours Simon de 1979 à 1981.

## Théâtre
(novembre 2021).
La mise en forme du texte ne suit pas les recommandations de Wikipédia : il faut le « wikifier ».
Les points d'amélioration suivants sont les cas les plus fréquents :
- Les titres sont pré-formatés par le logiciel. Ils ne sont ni en capitales, ni en gras.
- Le texte ne doit pas être écrit en capitales (les noms de famille non plus), ni en gras, ni en italique, ni en « petit »…
- Le gras n'est utilisé que pour surligner le titre de l'article dans l'introduction, une seule fois.
- L'italique est rarement utilisé : mots en langue étrangère, titres d'œuvres, noms de bateaux, etc.
- Les citations ne sont pas en italique mais en corps de texte normal. Elles sont entourées par des guillemets français : « et ».
- Les listes à puces sont à éviter, des paragraphes rédigés étant largement préférés. Les tableaux sont à réserver à la présentation de données structurées (résultats, etc.).
- Les appels de note de bas de page (petits chiffres en exposant, introduits par l'outil «  Source ») sont à placer entre la fin de phrase et le point final[comme ça].
- Les liens internes (vers d'autres articles de Wikipédia) sont à choisir avec parcimonie. Créez des liens vers des articles approfondissant le sujet. Les termes génériques sans rapport avec le sujet sont à éviter, ainsi que les répétitions de liens vers un même terme.
- Les liens externes sont à placer uniquement dans une section « Liens externes », à la fin de l'article. Ces liens sont à choisir avec parcimonie suivant les règles définies. Si un lien sert de source à l'article, son insertion dans le texte est à faire par les notes de bas de page.
- La présentation des références doit suivre les conventions bibliographiques. Il est recommandé d'utiliser les modèles {{Ouvrage}}, {{Chapitre}}, {{Article}}, {{Lien web}} et/ou {{Bibliographie}}. Le mode d'édition visuel peut mettre en forme automatiquement les références.
- Insérer une infobox (cadre d'informations à droite) n'est pas obligatoire pour parachever la mise en page.

Pour une aide détaillée, merci de consulter Aide:Wikification.
Si vous pensez que ces points ont été résolus, vous pouvez retirer ce bandeau et améliorer la mise en forme d'un autre article.
- 1983 : auteur et interprète de Un milieu sous la Mère
- 1984 : auteur et interprète de La ruée vers l’Ordre
- 1986 : auteur et interprète de Écrase Riton
- 1988 : auteur et interprète de Pour le sourire d’une femme
- 1988 : auteur et interprète de L’armoire à glace
- 1998 : auteur et interprète de La Halte de Pradolane
- 1999 : auteur et metteur en scène de La Sœur de Mozart
- 2001 : auteur et metteur en scène de Juliette et Victor Hugo, cinquante ans d’amour fou !
- 2003 : auteur et metteur en scène de Voix de Garage
- 2003 : auteur de Pour l’Honneur
- 2003 : adaptation et mise en scène de Le mépris
- 2005 : auteur de Des Rencontres pas ordinaires
- 2006 : auteur de Comme un enfant sur la plage
- 2009 : adaptation et interprète de La peste
- 2013 : auteur et interprète de Rêveries d'un potier solitaire

## Filmographie

### Cinéma
- 1988 : Les cigognes n’en font qu’à leur tête de Didier Kaminka
- 1990 : Le Gardien de phare de Jean-Philippe Gros (court métrage)
- 1997 : Trompe-l'œil de Xavier Liébard
- 1998 : La Classe de neige de Claude Miller
- 1999 : C'est quoi la vie ? de François Dupeyron
- 2003 : Bon voyage de Jean-Paul Rappeneau
- 2004 : Wild Side de Sébastien Lifshitz
- 2004 : A tout de suite de Benoît Jacquot
- 2006 : Le Pacte
- 2009 : Des hommes et des dieux de Xavier Beauvois
- 2011 : Où va la nuit de Martin Provost
- 2015 : Trois visages de Christophe Loizillon

### Télévision
(novembre 2021).
La mise en forme du texte ne suit pas les recommandations de Wikipédia : il faut le « wikifier ».
Les points d'amélioration suivants sont les cas les plus fréquents :
- Les titres sont pré-formatés par le logiciel. Ils ne sont ni en capitales, ni en gras.
- Le texte ne doit pas être écrit en capitales (les noms de famille non plus), ni en gras, ni en italique, ni en « petit »…
- Le gras n'est utilisé que pour surligner le titre de l'article dans l'introduction, une seule fois.
- L'italique est rarement utilisé : mots en langue étrangère, titres d'œuvres, noms de bateaux, etc.
- Les citations ne sont pas en italique mais en corps de texte normal. Elles sont entourées par des guillemets français : « et ».
- Les listes à puces sont à éviter, des paragraphes rédigés étant largement préférés. Les tableaux sont à réserver à la présentation de données structurées (résultats, etc.).
- Les appels de note de bas de page (petits chiffres en exposant, introduits par l'outil «  Source ») sont à placer entre la fin de phrase et le point final[comme ça].
- Les liens internes (vers d'autres articles de Wikipédia) sont à choisir avec parcimonie. Créez des liens vers des articles approfondissant le sujet. Les termes génériques sans rapport avec le sujet sont à éviter, ainsi que les répétitions de liens vers un même terme.
- Les liens externes sont à placer uniquement dans une section « Liens externes », à la fin de l'article. Ces liens sont à choisir avec parcimonie suivant les règles définies. Si un lien sert de source à l'article, son insertion dans le texte est à faire par les notes de bas de page.
- La présentation des références doit suivre les conventions bibliographiques. Il est recommandé d'utiliser les modèles {{Ouvrage}}, {{Chapitre}}, {{Article}}, {{Lien web}} et/ou {{Bibliographie}}. Le mode d'édition visuel peut mettre en forme automatiquement les références.
- Insérer une infobox (cadre d'informations à droite) n'est pas obligatoire pour parachever la mise en page.

Pour une aide détaillée, merci de consulter Aide:Wikification.
Si vous pensez que ces points ont été résolus, vous pouvez retirer ce bandeau et améliorer la mise en forme d'un autre article.
- 1981 : L'avocat du diable
- 1982 : Les Cinq Dernières Minutes de Gérard Gozlan, épisode : Dynamite et compagnie
- 1983 : Clémence Aletti
- 1983 : Hôtel de police
- 1984 : Les cerfs-volants
- 1984 : Dynamite et compagnie
- 1985 : Le cœur du voyage
- 1986 : L’Affaire Marie Besnard
- 1986 : Port Bréa’ch
- 1987 : Souris Noire
- 1987 : Le premier train pour Bordeaux
- 1987 : Kitry contre Kitry
- 1988 : Jeanne d’Arc
- 1988 : Catherine de Médicis
- 1989 : Dernier  Mambo à Parly
- 1990 : Hôtel de police
- 1990 : Warburg
- 1990 : La tournée du patron
- 1992 : Un si long sommeil
- 1992 : Le premier train pour Bordeaux
- 1993 : Star nue sur le bateau
- 2004 : Maigret en meublé
- 2004 : Navarro
- 2006 : Sartre, l’âge des passions
- 2009 : Un village français
- 2011 : Sur le vif

### Assistant réalisateur
- 1972 : Chut ! de Jean-Pierre Mocky